# Rioms
Cet article possède un paronyme, voir Rions.
Ne doit pas être confondu avec Riom ou Ruoms.
Rioms est une commune française située dans le département de la Drôme, en région Auvergne-Rhône-Alpes.

## Géographie

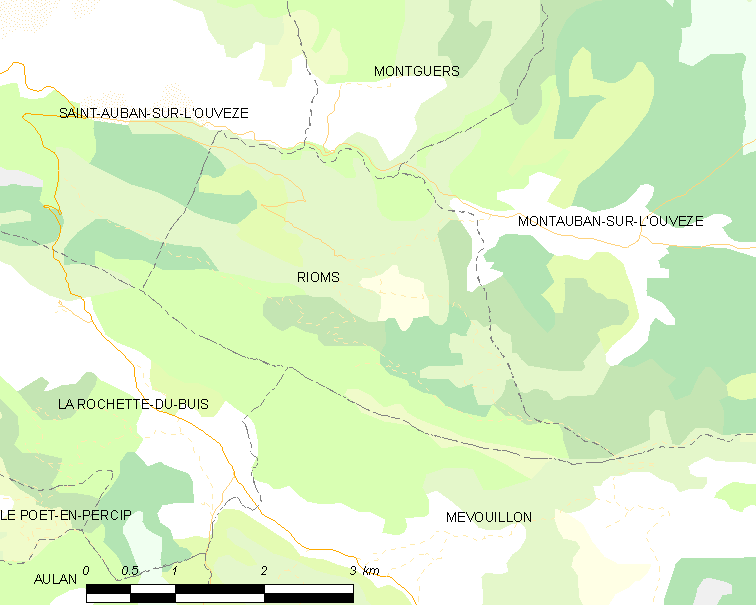
carte de localisation

La commune de Rioms est située à 20 km à l'est de Buis-les-Baronnies.

### Relief et géologie
Sites particuliers :
- La commune est limitée au sud par la montagne du Croc où se trouve le point culminant (1 303 m).

### Hydrographie
La commune est arrosée par :
- la rivière Ouvèze qui limite la commune au nord ;
- les affluents de l'Ouvèze sont les ravins de Combe Issart, de Combe Richaud, de Combaran, de Fargant et les ruisseaux de la Faysse et des Combes (ce dernier limite la commune à l'est).
- Au sud du relief de l'Adret, il y a le ruisseau de la Combe et son affluent, le ravin du Pré d'Enroye.

### Climat
Pour des articles plus généraux, voir Climat d'Auvergne-Rhône-Alpes et Climat de la Drôme.
En 2010, le climat de la commune est de type climat méditerranéen altéré, selon une étude du Centre national de la recherche scientifique s'appuyant sur une série de données couvrant la période 1971-2000. En 2020, Météo-France publie une typologie des climats de la France métropolitaine dans laquelle la commune est exposée à un climat de montagne ou de marges de montagne et est dans la région climatique  Alpes du sud, caractérisée par une pluviométrie annuelle de 850 à 1 000 mm, minimale en été. 
Pour la période 1971-2000, la température annuelle moyenne est de 10,3 °C, avec une amplitude thermique annuelle de 16,7 °C. Le cumul annuel moyen de précipitations est de 969 mm, avec 7,4 jours de précipitations en janvier et 4,7 jours en juillet. Pour la période 1991-2020, la température moyenne annuelle observée sur la station météorologique de Météo-France la plus proche, « St-Auban », sur la commune de Saint-Auban-sur-l'Ouvèze à 4 km à vol d'oiseau, est de 11,6 °C et le cumul annuel moyen de précipitations est de 790,0 mm,. Pour l'avenir, les paramètres climatiques de la commune estimés pour 2050 selon différents scénarios d'émission de gaz à effet de serre sont consultables sur un site dédié publié par Météo-France en novembre 2022.

## Urbanisme

### Typologie
Au 1er janvier 2024, Rioms est catégorisée commune rurale à habitat très dispersé, selon la nouvelle grille communale de densité à 7 niveaux définie par l'Insee en 2022.
Elle est située hors unité urbaine et hors attraction des villes,.

### Occupation des sols
L'occupation des sols de la commune, telle qu'elle ressort de la base de données européenne d’occupation biophysique des sols Corine Land Cover (CLC), est marquée par l'importance des forêts et milieux semi-naturels (95,2 % en 2018), en diminution par rapport à 1990 (98,5 %). La répartition détaillée en 2018 est la suivante : 
forêts (56,5 %), milieux à végétation arbustive et/ou herbacée (38,7 %), terres arables (3,3 %), prairies (1,5 %). L'évolution de l’occupation des sols de la commune et de ses infrastructures peut être observée sur les différentes représentations cartographiques du territoire : la carte de Cassini (XVIIIe siècle), la carte d'état-major (1820-1866) et les cartes ou photos aériennes de l'IGN pour la période actuelle (1950 à aujourd'hui).

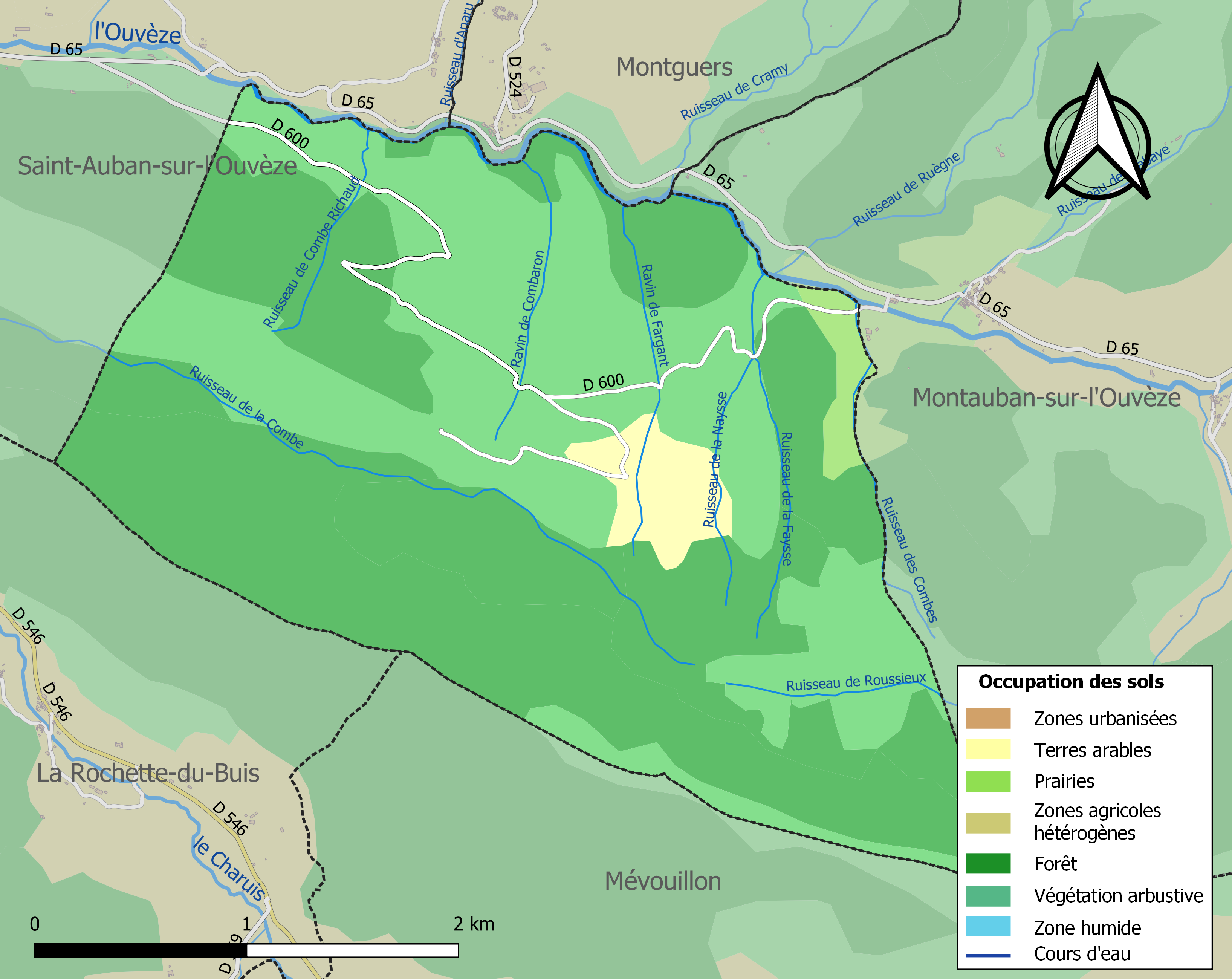
Carte des infrastructures et de l'occupation des sols de la commune en 2018 (CLC).

### Morphologie urbaine
La commune de Rioms n'a pas de village principal. Elle est composée de trois hameaux : Fontenouille (mairie), Maye, Les Aires.

#### Quartiers, hameaux et lieux-dits
Site Géoportail (carte IGN) :
- Banastier
- Bausset
- Bélengière
- Carrière
- Chabrière
- Chambe Ravoune
- Combe Issart
- Combe Richaud
- Croc
- Fontenouille
- la Combe
- l'Adret
- la Fouine
- Lalosier
- l'Arénier
- l'Astouraye
- le Fayet
- le Plan
- le Pré d'Enroye
- les Aires
- les Chaux
- le Serre
- les Grenouilles
- les Feuillets
- le Terron
- Maye
- Pré du Jas
- Rouret
- Serre de Rioms
- Terres Vieilles
- Vallon de Croc
- Ville Vieille

Anciens quartiers, hameaux et lieux-dits :
- Ambretaye est une ferme attestée en 1891[13].

## Toponymie
La commune est dénommée Rion en occitan (prononcer rioun) (F. Mistral), et riond (prononcer rioun) en provençal[réf. nécessaire].

### Attestations
Dictionnaire topographique du département de la Drôme :
- 1035 : mention de l'église Saint-Pierre (au prieuré) : Sanctus Petrus de Ronia (cartulaire de Saint-Victor, 844).
- 1060 : mention de l'église Saint-Pierre (au prieuré) : ecclesia Sancti Petri de Rionia (cartulaire de Saint-Victor, 730).
- 1075 : mention du prieuré et de son église : cella Sancti Petri de Reonia et ecclesia Sancti Petri de Ruenna (cartulaire de Saint-Victor, 533 et 843).
- 1284 : castrum de Rionis (Valbonnais, II, 118).
- 1291 : castrum de Ryomis (inventaire des dauphins, 231).
- 1294 : castrum de Rions et Ryons (inventaire des dauphins, 226 et 242).
- 1296 : castrum de Riomis (inventaire des dauphins, 224).
- 1313 : castrum de Rihomis (inventaire des dauphins, 248).
- 1337 : mention de l'église Saint-Pierre (au prieuré) : Sanctus Petrus de Ruenhis (cartulaire de Saint-Victor, 1131).
- 1389 : Ruomis (Long, notaire à Grignan).
- 1516 : mention de la paroisse : cura de Rionne (pouillé de Gap).
- 1788 : Rions (alman. du Dauphiné).
- 1891 : Rioms, commune du canton de Buis-les-Baronnies.

### Étymologie
Le toponyme Rioms dérive du gaulois Rigomagus « champ / marché royal » (composé de rigo- « royal » et magos « champ, puis marché »).

Rians (dans le Cher), Riom (Cantal et Puy-de-Dôme), Ruoms (Ardèche) et Remagen (Rhénanie) ont la même origine.

## Histoire

### Du Moyen Âge à la Révolution
La seigneurie :
- Au point de vue féodal, Rioms était une terre du fief des barons de Montauban.
- 1276 : possession des Montbrun.
- Possession des Agoult.
- 1334 : la terre passe aux Rosset.
- 1349 : passe (par mariage) aux Rosans.
- Vers 1550 : passe (par mariage) aux Draguignan.
- 1583 : une partie de la terre est vendue aux Delhomme.
  - 1612 : la part des Delhomme appartient aux Saint-Remy.
  - 1618 : la part des Saint-Remy appartient aux Bardel.
  - Vendue aux Guichard de Montguers (encore seigneurs un siècle plus tard).
- 1645 : l'autre partie passe aux Albert, encore seigneurs à la Révolution.

Avant 1790, Rioms était une communauté de l'élection de Montélimar et de la subdélégation et du bailliage du Buis.

Elle formait une paroisse du diocèse de Gap, dont l'église, dédiée à saint Pierre, était celle d'un prieuré de l'ordre de Saint-Benoît (de la dépendance de Saint-Victor de Marseille) connu dès le XIe siècle et dont les dîmes appartenaient au curé (par abandon du prieur).

### De la Révolution à nos jours
En 1790, Rioms forme, conjointement avec Sainte-Euphémie, une communauté du canton de Montauban. La réorganisation de l'an VIII (1799-1800) en fait une commune distincte du canton de Buis-les-Baronnies.

## Politique et administration

### Tendance politique et résultats
Le 22 avril 2012, les 20 électeurs de Rioms placent la candidate Eva Joly en tête du scrutin avec 44,44 % des voix, ce qui fait de cette commune celle qui a donné le plus gros score, au niveau national, pour la candidate écologiste.
Aux élections régionales de 2015, les résultats ont été les suivants :
Premier tour :
- Liste du PCF : 35,71 %
- Liste d'EELV : 28,57 %
- Liste du PS : 21,43 %
- Liste Union de la Droite : 14,29 %
- Autres listes : aucune voix

Deuxième tour :
- Liste Union de la Gauche : 83,33 %
- Liste Union de la Droite : 16,67 %

### Liste des maires
| Période                                                                      | Période                        | Identité                            | Étiquette | Qualité       |
| ---------------------------------------------------------------------------- | ------------------------------ | ----------------------------------- | --------- | ------------- |
| Les données manquantes sont à compléter. : de la Révolution au Second Empire |                                |                                     |           |               |
| 1790                                                                         | 1871                           | ?                                   |           |               |
| Les données manquantes sont à compléter. : depuis la fin du Second Empire    |                                |                                     |           |               |
| 1871                                                                         | 1874                           | ?                                   |           |               |
| 1874                                                                         | 1878                           | ?                                   |           |               |
| 1878                                                                         | 1884                           | ?                                   |           |               |
| 1884                                                                         | 1888                           | ?                                   |           |               |
| 1888                                                                         | 1892                           | ?                                   |           |               |
| 1892                                                                         | 1896                           | ?                                   |           |               |
| 1896                                                                         | 1900                           | ?                                   |           |               |
| 1900                                                                         | 1904                           | ?                                   |           |               |
| 1904                                                                         | 1908                           | ?                                   |           |               |
| 1908                                                                         | 1912                           | ?                                   |           |               |
| 1912                                                                         | 1919                           | ?                                   |           |               |
| 1919                                                                         | 1925                           | ?                                   |           |               |
| 1925                                                                         | 1929                           | ?                                   |           |               |
| 1929                                                                         | 1935                           | ?                                   |           |               |
| 1935                                                                         | 1945                           | ?                                   |           |               |
| 1945                                                                         | 1947                           | ?                                   |           |               |
| 1947                                                                         | 1953                           | ?                                   |           |               |
| 1953                                                                         | 1959                           | ?                                   |           |               |
| 1959                                                                         | 1965                           | ?                                   |           |               |
| 1965                                                                         | 1971                           | ?                                   |           |               |
| 1971                                                                         | 1977                           | ?                                   |           |               |
| 1977                                                                         | 1983                           | ?                                   |           |               |
| 1983                                                                         | 1989                           | ?                                   |           |               |
| 1989                                                                         | 1995                           | ?                                   |           |               |
| 1995                                                                         | 2001                           | ?                                   |           |               |
| 2001                                                                         | 2008                           | Patrice Rivet                       | DVG       | artisan       |
| 2008                                                                         | 2014                           | Patrice Rivet                       |           | maire sortant |
| 2014                                                                         | 2020                           | Patrice Rivet                       |           | maire sortant |
| 2020                                                                         | En cours (au 26 novembre 2020) | Annelise Farel[source insuffisante] |           |               |

### Rattachements administratifs et électoraux
Jusqu'en mars 2015, Rioms dépendait du canton de Buis-les-Baronnies. À la suite du redécoupage des cantons du département, la commune a été rattachée au canton de Nyons et Baronnies.

## Population et société

### Démographie
L'évolution du nombre d'habitants est connue à travers les recensements de la population effectués dans la commune depuis 1793. Pour les communes de moins de 10 000 habitants, une enquête de recensement portant sur toute la population est réalisée tous les cinq ans, les populations de référence des années intermédiaires étant quant à elles estimées par interpolation ou extrapolation. Pour la commune, le premier recensement exhaustif entrant dans le cadre du nouveau dispositif a été réalisé en 2007.

En 2022, la commune comptait 25 habitants, en évolution de −3,85 % par rapport à 2016 (Drôme : +2,64 %, France hors Mayotte : +2,11 %).
| 1793 | 1800 | 1806 | 1821 | 1831 | 1836 | 1841 | 1846 | 1851 |
| ---- | ---- | ---- | ---- | ---- | ---- | ---- | ---- | ---- |
| 88   | 85   | 102  | 80   | 127  | 119  | 100  | 100  | 102  |

| 1856 | 1861 | 1866 | 1872 | 1876 | 1881 | 1886 | 1891 | 1896 |
| ---- | ---- | ---- | ---- | ---- | ---- | ---- | ---- | ---- |
| 99   | 102  | 85   | 94   | 98   | 86   | 70   | 79   | 63   |

| 1901 | 1906 | 1911 | 1921 | 1926 | 1931 | 1936 | 1946 | 1954 |
| ---- | ---- | ---- | ---- | ---- | ---- | ---- | ---- | ---- |
| 66   | 61   | 51   | 26   | 28   | 24   | 23   | 15   | 16   |

| 1962 | 1968 | 1975 | 1982 | 1990 | 1999 | 2006 | 2007 | 2012 |
| ---- | ---- | ---- | ---- | ---- | ---- | ---- | ---- | ---- |
| 15   | 14   | 9    | 12   | 18   | 22   | 22   | 22   | 25   |

| 2017 | 2022 | - | - | - | - | - | - | - |
| ---- | ---- | - | - | - | - | - | - | - |
| 26   | 25   | - | - | - | - | - | - | - |

### Manifestations culturelles et festivités
- Fête : le dimanche après le 22 juillet[24].

### Cultes
La commune a la particularité de ne pas avoir d'église[réf. nécessaire].

## Économie

### Agriculture
En 1992 : lavande, ovins.

### Industrie
La commune possède une carrière.

## Culture locale et patrimoine

### Lieux et monuments
- Village ruiné de Vieille-Ville[24] ou Ville Vieille[1] .
- Chapelle Saint-Pierre[24].

### Patrimoine naturel
- Grotte La tanière du loup sous le rocher de l'Aigle[24].

La commune fait partie du Parc naturel des Baronnies provençales créé en 2014.

### Héraldique, logotype et devise
|  | Rioms possède des armoiries dont l'origine et le blasonnement exact ne sont pas disponibles. |